# 南村乡 (渑池县)
南村乡，是中华人民共和国河南省三門峽市渑池县下辖的一个乡镇级行政单位。

## 行政区划
南村乡下辖以下地区：
北仁村、南村、青山村、柏树圪塔村、西山底村、关底村、后川村、南洼村、金灯河村和桓王山村。